# 親衛隊階級
親衛隊階級では、ナチス・ドイツの親衛隊（SS）の隊員が使用していた階級及び階級章について記述する。

## SS階級の由来
親衛隊の階級は、その母体である一般親衛隊の初期の部隊編成が由来である。もともと一般親衛隊は上位組織の突撃隊に倣って
- 親衛隊集団（SS-Gruppe）
- 親衛隊旅団（SS-Brigade）
- 親衛隊徒歩連隊（SS-Fuß-Standarte）
- 親衛隊大隊（SS-Sturmbann）
- 親衛隊中隊（SS-Sturm）
- 親衛隊小隊（SS-Schar）
- 親衛隊分隊（SS-Rotte）

という部隊編成をとっており、それぞれの指揮官は「指導者（Führer）」と呼ばれた。親衛隊集団なら「親衛隊集団指導者(SS-Gruppenführer、親衛隊中将)」となる。
これらがやがて部隊編成上の呼称ではなくなり階級とされたものが親衛隊の階級制度である。親衛隊集団と親衛隊旅団はそれぞれ親衛隊上級地区(SS-Oberabschnitt)と親衛隊地区(SS-Abschnitt)に置き換えられて部隊編成としては廃止されたが、親衛隊集団指導者（親衛隊中将）と親衛隊旅団指導者（親衛隊少将）は階級名として残った。
なお「親衛隊上級集団指導者(SS-Obergruppenführer、親衛隊大将)」の階級が生まれたのは1934年の長いナイフの夜の後、ヒムラーの親衛隊全国指導者が突撃隊幕僚長と同格になった後である。

## 階級章
親衛隊の階級は襟章と肩章によって見分けられた。襟章の導入は1929年8月、肩章の導入は1933年5月である。
もともと親衛隊の肩章は下士官および兵卒、下級将校(尉官)、上級将校(佐官)、将官という大雑把な区別をする物で、デザインは突撃隊の肩章が原型で黒と銀色の配色からなった。（なお、一部の一般SS高官を除いて一般SS隊員では最後まで用いられていた）。ところが1938年3月にはSS特務部隊(武装SS)においては陸軍型の肩章が導入され、肩章での階級が細分化されて示されるようになり、後に一般SSでも用いられるようになった。
1934年の長いナイフの夜事件の後に階級章にやや変更が加えられ、さらに1942年4月には親衛隊上級大将(SS-Oberst-Gruppenführer)の階級が追加されたので将官の襟章の階級章に大きな変化が生じた。

## 一般SSと武装SSの階級の違い
親衛隊二等兵と親衛隊一等兵と親衛隊少将以上の将官階級において一般SSと武装SSで違いがあった。また武装SSには一般SSには存在しない親衛隊特務曹長(SS-Sturmscharführer)の階級が存在した。
親衛隊二等兵は武装SSでは「SS-Schütze（SS狙撃手ないしSS銃兵）」、一般SSでは「SS-Mann（SS隊員）」となる。親衛隊一等兵は両方ともそれに接頭辞「Ober-（上級）」が付く。将官の階級は武装SSではドイツ国防軍陸軍と同じ階級を用いていた。武装SSの大将は「General der Waffen-SS」となり、これは武装SSが陸軍と連携する上での関係からである。なお、武装SSの将官は常に一般SSの将官も兼ねており、武装SS大将の場合、階級は「親衛隊上級集団指導者および武装親衛隊大将（SS-Obergruppenführer und General der Waffen-SS）」となる。さらにナチス・ドイツにおいて、警察はSSとほぼ一体だったので警察の将官の階級は一般SSと武装SSと警察の3つの階級の肩書きをもっていることが多かった。例えば「親衛隊上級集団指導者ならびに武装親衛隊および警察大将（SS-Obergruppenführer und General der Waffen-SS und Polizei）」といった具合である。

## 階級一覧

### 1934年–1945年
| 区分                                                      | 階級名                                                                                     | 日本語訳                                              | 相当する陸軍の階級                 | 襟章      | 襟章      | 肩章                | 袖章                              |  |
| SS全国指導者 （SS長官）                                   | Reichsführer-SS （ライヒスフューラー）                                                     | 親衛隊全国指導者 （SS全国指導者）                     | 元帥                               |           |           |                     |                                   |  |
|                                                           |                                                                                            |                                                       |                                    | 1934–1942 | 1942-1945 | 武装SS肩章1938-1945 | 防寒着用袖章1938-1945             |  |
| 一般SS将官階級名 下段は武装SS将官階級名                   | SS-Oberst-Gruppenführer / Generaloberst der Waffen-SS （オーバーストグルッペンフューラー） | 親衛隊上級大将 （SS最上級集団指導者）                 | 上級大将                           | なし      |           |                     |                                   |  |
| 一般SS将官階級名 下段は武装SS将官階級名                   | SS-Obergruppenführer / General der Waffen-SS （オーバーグルッペンフューラー）              | 親衛隊大将 （SS上級集団指導者）                       | 大将                               |           |           |                     |                                   |  |
| 一般SS将官階級名 下段は武装SS将官階級名                   | SS-Gruppenführer / Generalleutnant der Waffen-SS （グルッペンフューラー）                  | 親衛隊中将 （SS集団指導者）                           | 中将                               |           |           |                     |                                   |  |
| 一般SS将官階級名 下段は武装SS将官階級名                   | SS-Brigadeführer / Generalmajor der Waffen-SS （ブリガーデフューラー）                     | 親衛隊少将 （SS族団指導者）                           | 少将                               |           |           |                     |                                   |  |
|                                                           |                                                                                            |                                                       |                                    | 1929–1942 | 1942-1945 | 武装SS肩章1938-1945 | 防寒着用袖章1938-1945             |  |
| SS将校階級                                                | SS-Oberführer （オーバーフューラー）                                                       | 親衛隊上級大佐 （SS上級指導者）                       | なし （上級大佐/准将）             |           |           |                     |                                   |  |
| SS将校階級                                                |                                                                                            |                                                       |                                    | 1934-1945 |           |                     |                                   |  |
| SS将校階級                                                | SS-Standartenführer （シュタンダルテンフューラー）                                         | 親衛隊大佐 （SS連隊指導者）                           | 大佐                               |           |           |                     |                                   |  |
| SS将校階級                                                | SS-Obersturmbannführer （オーバーシュトゥルムバンフューラー）                              | 親衛隊中佐 （SS上級大隊指導者）                       | 中佐                               |           |           |                     |                                   |  |
| SS将校階級                                                | SS-Sturmbannführer （シュトゥルムバンフューラー）                                          | 親衛隊少佐 （SS大隊指導者）                           | 少佐                               |           |           |                     |                                   |  |
| SS将校階級                                                | SS-Hauptsturmführer （ハウプトシュトゥルムフューラー）                                     | 親衛隊大尉 （SS高級中隊指導者）                       | 大尉                               |           |           |                     |                                   |  |
| SS将校階級                                                | SS-Obersturmführer （オーバーシュトゥルムフューラー）                                      | 親衛隊中尉 （SS上級中隊指導者）                       | 中尉                               |           |           |                     |                                   |  |
|                                                           | SS-Untersturmführer （ウンターシュトゥルムフューラー）                                     | 親衛隊少尉 （SS下級中隊指導者）                       | 少尉                               |           |           |                     |                                   |  |
|                                                           |                                                                                            |                                                       |                                    |           | 1934-1945 | 武装SS肩章1938-1945 | 防寒着及び先任曹長用袖章1938-1945 |  |
| SS下士官階級                                              | SS-Stabsscharführer （シュタプスシャールフューラー）                                       | 親衛隊先任曹長 （SS連隊本部付准尉）                   | 先任曹長 （准尉）                  |           |           |                     |                                   |  |
| SS下士官階級                                              | SS-Sturmscharführer （シュトゥルムシャールフューラー）                                     | 親衛隊特務曹長 （SS中隊付分隊指導者）                 | 曹長 （准尉）                      |           |           |                     |                                   |  |
| SS下士官階級                                              | SS-Standartenoberjunker （シュタンダルテンオーバーユンカー）                               | 連隊付親衛隊上級士官候補生 （連隊付SS上級士官候補生） | 士官候補生上級軍曹                 |           |           |                     |                                   |  |
| SS下士官階級                                              | SS-Hauptscharführer （ハウプトシャールフューラー）                                         | 親衛隊上級曹長 （SS高級分隊指導者）                   | 上級軍曹                           |           |           |                     |                                   |  |
| SS下士官階級                                              | SS-Standartenjunker （シュタンダルテンユンカー）                                           | 連隊付親衛隊士官候補生 （連隊付SS士官候補生）         | 士官候補生軍曹                     |           |           |                     |                                   |  |
| SS下士官階級                                              | SS-Oberscharführer （オーバーシャールフューラー）                                          | 親衛隊曹長 （SS上級分隊指導者）                       | 軍曹                               |           |           |                     |                                   |  |
| SS下士官階級                                              | SS-Oberjunker （オーバーユンカー）                                                         | 親衛隊上級士官候補生 （SS上級士官候補生）             | 士官候補生下級軍曹                 |           |           |                     |                                   |  |
| SS下士官階級                                              | SS-Scharführer （シャールフューラー）                                                      | 親衛隊軍曹 （SS分隊指導者）                           | 下級軍曹                           |           |           |                     |                                   |  |
| SS下士官階級                                              | SS-Junker （ユンカー）                                                                     | 親衛隊士官候補生 （SS士官候補生）                     | 士官候補生伍長                     |           |           |                     |                                   |  |
| SS下士官階級                                              | SS-Unterscharführer （ウンターシャールフューラー）                                         | 親衛隊伍長 （SS下級分隊指導者）                       | 伍長                               |           |           |                     |                                   |  |
|                                                           |                                                                                            |                                                       |                                    |           | 1934-1945 | 武装SS肩章1938-1945 | 1938-1945                         |  |
| 一般SS兵卒階級名 武装SS兵卒階級名が異なる場合は下段に記載 | SS-Rottenführer （ロッテンフューラー）                                                     | 親衛隊兵長 （SS班指導者）                             | 伍長勤務上等兵 （上級上等兵/兵長） |           |           |                     |                                   |  |
| 一般SS兵卒階級名 武装SS兵卒階級名が異なる場合は下段に記載 | SS-Sturmmann （シュトゥルムマン）                                                          | 親衛隊上等兵 （SS突撃兵）                             | 上等兵                             |           |           |                     |                                   |  |
| 一般SS兵卒階級名 武装SS兵卒階級名が異なる場合は下段に記載 | SS-Obermann（オーバーマン） / SS-Oberschütze（オーバーシュッツェ）                         | 親衛隊一等兵 （SS上級兵/上級狙撃手）                  | 一等兵                             |           |           |                     |                                   |  |
| 一般SS兵卒階級名 武装SS兵卒階級名が異なる場合は下段に記載 | SS-Mann（マン） / SS-Schütze（シュッツェ）                                                 | 親衛隊二等兵 （SS兵/狙撃手）                          | 二等兵                             |           |           |                     | なし                              |  |

### 1932–1934
| 親衛隊階級          | 訳               | ドイツ軍 | 襟章     |
| 親衛隊階級          | 訳               | ドイツ軍 |          |
| Obergruppenführer   | 最上級集団指揮官 | 大将     |          |
|                     |                  |          |          |
| Gruppenführer       | 集団指導者       | 中将     |          |
|                     |                  |          |          |
| Brigadeführer       | 旅団指導者       | 少将     | 写真なし |
|                     |                  |          |          |
| Oberführer          | 上級指導者       | 准将     |          |
|                     |                  |          |          |
| Standartenführer    | 連隊指導者       | 大佐     |          |
|                     |                  |          |          |
| Obersturmbannführer | 上級大隊指導者   | 中佐     |          |
|                     |                  |          |          |
| Sturmbannführer     | 大隊指導者       | 少佐     |          |
|                     |                  |          |          |
| Sturmhauptführer    | 中隊高級指導者   | 大尉     |          |
|                     |                  |          |          |
| Obersturmführer     | 上級中隊指導者   | 中尉     | 写真なし |
|                     |                  |          |          |
| Sturmführer         | 中隊指導者       | 少尉     |          |
|                     |                  |          |          |
| Haupttruppführer    | 高級小隊指導者   | 曹長     |          |
|                     |                  |          |          |
| Obertruppführer     | 上級小隊指導者   | 上級軍曹 |          |
|                     |                  |          |          |
| Truppführer         | 小隊指導者       | 軍曹     | 写真なし |
|                     |                  |          |          |
| Oberscharführer     | 上級分隊指導者   | 下級軍曹 |          |
|                     |                  |          |          |
| Scharführer         | 分隊指導者       | 伍長     |          |
|                     |                  |          |          |
| Rottenführer        | 班指導者         | 兵長     |          |
|                     |                  |          |          |
| Sturmmann           | 突撃兵           | 上等兵   |          |
|                     |                  |          |          |
| Mann                | 兵               | 二等兵   |          |

### 1930–1932
| 親衛隊階級       | ドイツ軍 | 襟章     |  |
| 親衛隊階級       | ドイツ軍 | 襟章     |  |
| Gruppenführer    | 大将     |          |  |
|                  |          |          |  |
| Oberführer       | 少将     |          |  |
|                  |          |          |  |
| Standartenführer | 大佐     |          |  |
|                  |          |          |  |
| Sturmbannführer  | 少佐     |          |  |
|                  |          |          |  |
| Sturmhauptführer | 大尉     | 写真なし |  |
|                  |          |          |  |
| Sturmführer      | 中尉     |          |  |
|                  |          |          |  |
| Haupttruppführer | 曹長     |          |  |
|                  |          |          |  |
| Truppführer      | 軍曹     |          |  |
|                  |          |          |  |
| Scharführer      | 伍長     |          |  |
|                  |          |          |  |
| Mann             | 二等兵   |          |  |

### 1925–1929
腕章のストライプで階級を区分した。

階級識別の為、初期の親衛隊が採用した初期型の政治指導者腕章

- 全国指導者 (Reichsführer)  ストライプ3個

全国指導者相当 (Reichsleiter) 
- 上級指導者 (Oberführer) ストライプ2個

大管区指導者相当 (Gauleiter)
- 大隊指導者（Staffelführer） ストライプ1個

管区指導者相当 (Kreisleiter)
- 兵卒（Mann） 　ストライプなし